# Kinbergonuphis enoshimaensis
Kinbergonuphis enoshimaensis är en ringmaskart som beskrevs av Imajima 1986. Kinbergonuphis enoshimaensis ingår i släktet Kinbergonuphis och familjen Onuphidae. Inga underarter finns listade i Catalogue of Life.